# Höhle von Gargas

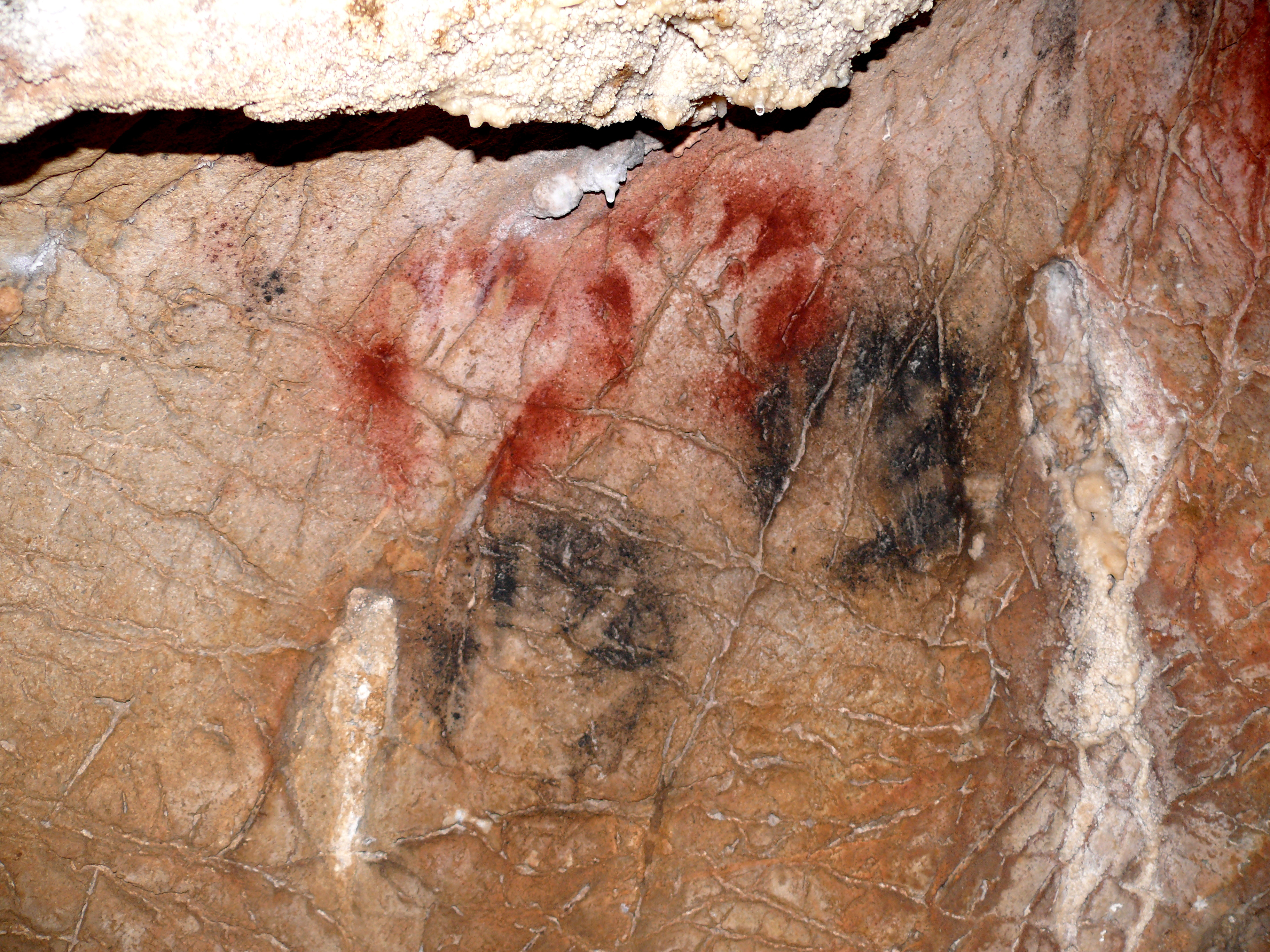
Handabdrücke

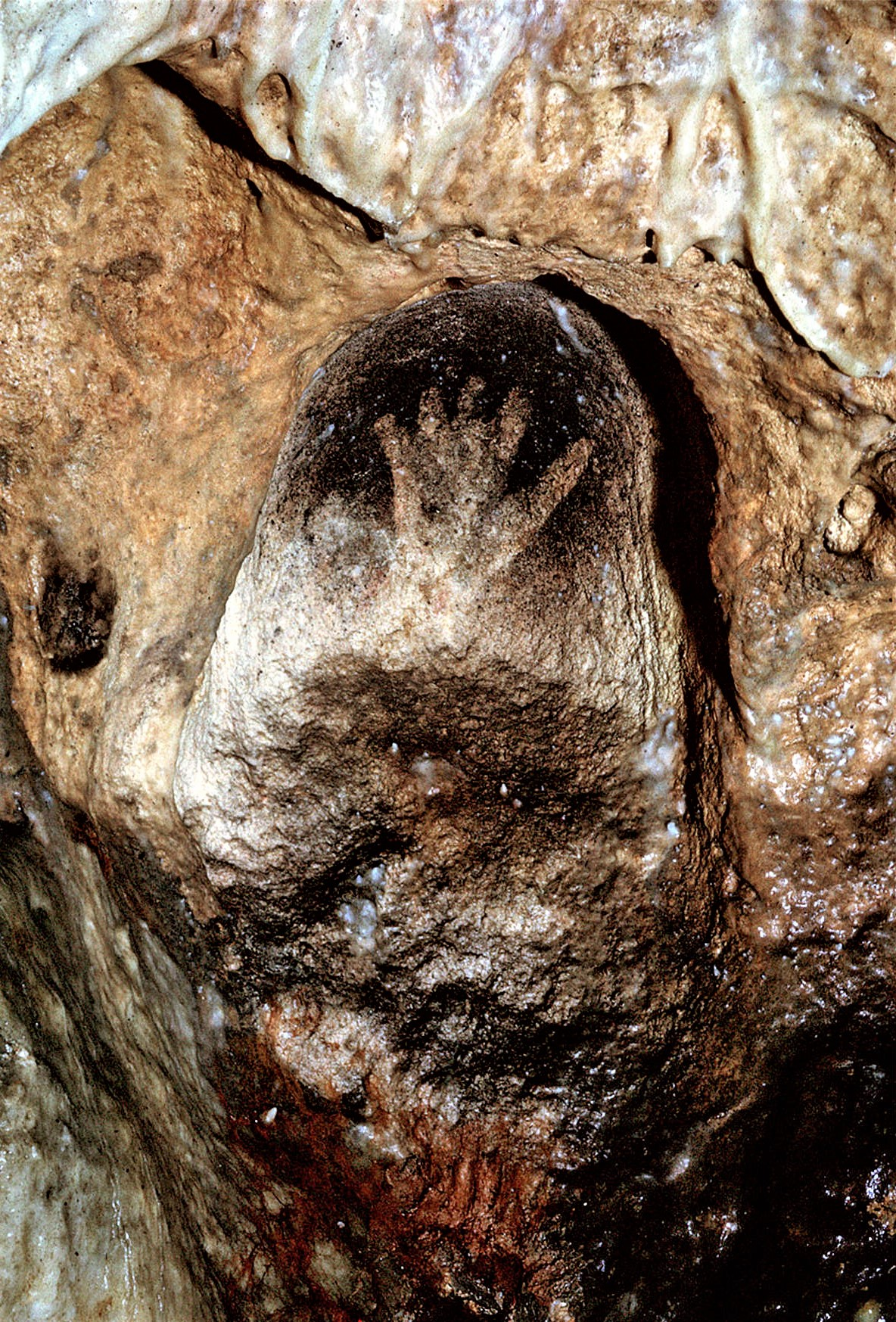
Handabdruck in Felsnische

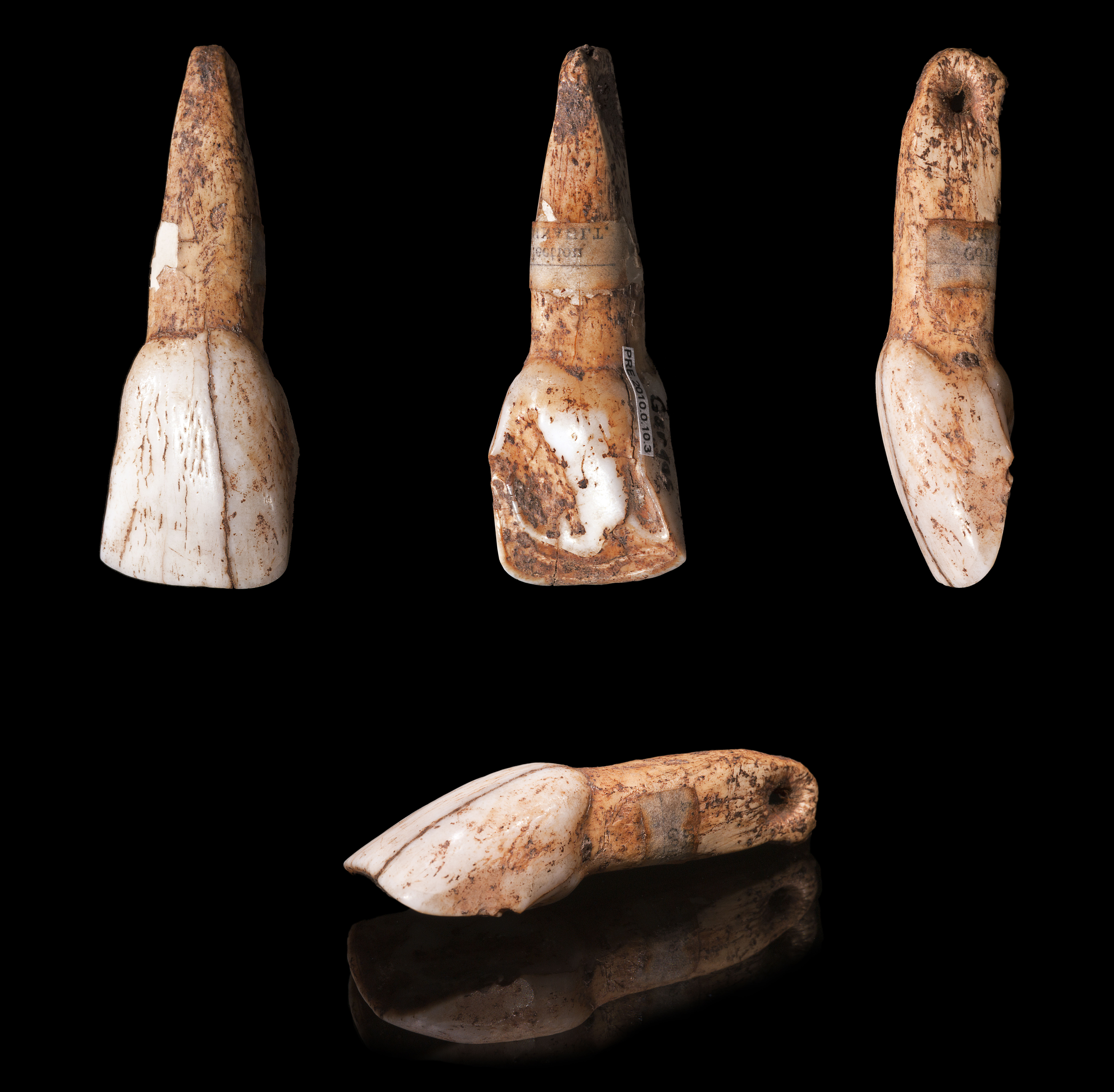
Höhle von Gargas

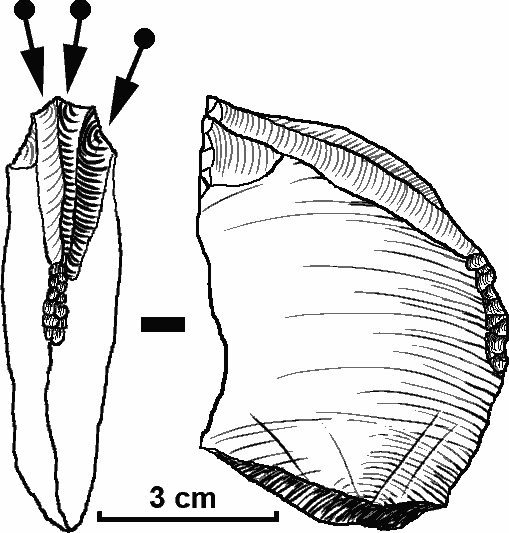
Noailles-Stichel

Die Höhle von Gargas liegt 700 m hoch südöstlich von Aventignan im Département Hautes-Pyrénées in der Region Okzitanien in Frankreich und gehört zum Umkreis der Frankokantabrischen Höhlenkunst. Sie besteht aus zwei Sälen und ist als historisches Denkmal eingestuft. Sie ist seit Anfang des 20. Jahrhunderts Gegenstand der wissenschaftlichen Forschung; zunächst durch Émile Cartailhac und Abbé Henri Breuil.
Die Höhlenmalereien in der Grotte de Gargas bestehen aus rot und schwarz, mitunter auch ockerfarben (eine sogar weiß) ummalten Händen, sehr viele (144 von 154 einwandfrei erkennbaren) sind verstümmelt, sowie aus Tierdarstellungen, die in das späte Paläolithikum gehören. Die ersten Hände wurden im Jahre 1906 von Félix Régnault entdeckt. Breuil und Cartailhac zählten mehr als 150. Zuletzt hat Claude Barrière 231 festgestellt, obwohl einige bereits als Folge von Erosion und Vandalismus verschwunden sind.
2013 analysierte der Archäologe Dean Snow von der Pennsylvania State University  Handabdrücke aus acht französischen und spanischen Steinzeithöhlen, darunter der Höhle von Gargas. Zunächst erhob Snow in einer Vergleichsgruppe aus Studentinnen und Studenten europäischer Abstammung die Längen der Finger und der Hand und setzte die Werte zueinander ins Verhältnis. Das Geschlecht der Versuchspersonen ließ sich aus den Ergebnissen mit einer Wahrscheinlichkeit von etwa 60 % bestimmen. Sein Verfahren wendete Snow unter anderem auch auf Handabdrücke aus der Höhle von Gargas an.  Die Messungen und Berechnungen ließen bei fünf der sechs untersuchten Abdrücke den Schluss auf eine Frau als Urheberin zu.
Snows Methode steht jedoch in der Kritik: So hob eine Forschungsgruppe um Emma Nelson 2016 die von Snow selbst berichtete geringe Wahrscheinlichkeit einer korrekten Zuordnung der Abdrücke zu einer Frau oder einem Mann hervor. Außerdem könnten die Ergebnisse aus einer zeitgenössischen Vergleichsgruppe nicht ohne weiteres auf eine paläolithische Population übertragen werden. Die Forschungsgruppe entwickelte eine differenziertere Analyse, die nicht auf die Länge der Finger, sondern auf eine Vielzahl charakteristischer Punkte der Handflächen abstellt. Die bisher allerdings nur an einer Gegenwartspopulation gewonnenen Ergebnisse legten nahe, dass die Form von Frauen- und Männerhänden signifikant verschieden sei.  Diese Methode sollte, so die Forschungsgruppe, an Gegenwartspopulationen weiter getestet und verfeinert werden, bevor man sie auf Höhlenmalereien anwenden könne.
In der Höhle fand man auch die Schädelbestattung von sechs Bisons sowie die Knochen und bearbeitete Zähne eines Höhlenbären. Fingerzeichnungen von Bisons, Pferden, Rentieren, verschiedenen Antilopenarten und anderen Tieren wurden mit zunehmender Differenzierung hergestellt. Im Lehm finden sich Mäandermuster. Die scharfen Krallen eines Höhlenbären hinterließen Kratzspuren an den Wänden.
Im vorderen Teil der Höhle wurden Siedlungsschichten mit Werkzeugen des Mittel- und Jungpaläolithikums gefunden. Der größte Fundniederschlag stammt aus dem Aurignacien. Die Petroglyphen an den Höhlenwänden stammen dagegen überwiegend aus dem Gravettien. Mittels der Radiokohlenstoffdatierung konnten Knochensplitter aus einer Felsritze an einer bemalten Wand auf 26.860±460 BP datiert werden.
Außerdem wurde eine Kalksteinplatte mit Gravuren in der Gravettien-Siedlungsschicht gefunden, in Verbindung mit den für diese Zeit typischen Noailles-Sticheln.
Bilder der oberen Höhle (Grotte superieure) gehören überwiegend dem Magdalénien an.
Unweit der Höhle von Gargas liegt die Grotte de Tibiran.